# Faruk Hadžibegić
Faruk Hadžibegić (Sarajevo, 7 ottobre 1957) è un allenatore di calcio ed ex calciatore bosniaco che rappresentava la Jugoslavia, di ruolo difensore.

## Carriera
Da calciatore ha militato nel FK Sarajevo, nel Sochaux e nel Betis Siviglia, mentre da allenatore è stato selezionatore nel 1999 della Nazionale di calcio bosniaca.
È stato capitano della Nazionale di calcio della Jugoslavia al mondiale di calcio "Italia 1990", sbagliò il calcio di rigore decisivo nei quarti di finale contro l'Argentina, fu anche l'ultimo giocatore ad indossare la fascia di capitano della nazionale della Repubblica Socialista Federale di Jugoslavia in occasione dell'incontro amichevole contro i Paesi Bassi del 25 marzo 1992, ultima partita disputata nella storia dei Plavi..

## Statistiche

### Cronologia presenze e reti in nazionale
| Cronologia completa delle presenze e delle reti in nazionale ― Jugoslavia | Cronologia completa delle presenze e delle reti in nazionale ― Jugoslavia | Cronologia completa delle presenze e delle reti in nazionale ― Jugoslavia | Cronologia completa delle presenze e delle reti in nazionale ― Jugoslavia | Cronologia completa delle presenze e delle reti in nazionale ― Jugoslavia | Cronologia completa delle presenze e delle reti in nazionale ― Jugoslavia | Cronologia completa delle presenze e delle reti in nazionale ― Jugoslavia | Cronologia completa delle presenze e delle reti in nazionale ― Jugoslavia |
| Data                                                                      | Città                                                                     | In casa                                                                   | Risultato                                                                 | Ospiti                                                                    | Competizione                                                              | Reti                                                                      | Note                                                                      |
| ------------------------------------------------------------------------- | ------------------------------------------------------------------------- | ------------------------------------------------------------------------- | ------------------------------------------------------------------------- | ------------------------------------------------------------------------- | ------------------------------------------------------------------------- | ------------------------------------------------------------------------- | ------------------------------------------------------------------------- |
| 13-10-1982                                                                | Oslo                                                                      | Norvegia                                                                  | 3 – 1                                                                     | Jugoslavia                                                                | Qual. Euro 1984                                                           | -                                                                         |                                                                           |
| 17-11-1982                                                                | Sofia                                                                     | Bulgaria                                                                  | 0 – 1                                                                     | Jugoslavia                                                                | Qual. Euro 1984                                                           | -                                                                         |                                                                           |
| 15-12-1982                                                                | Podgorica                                                                 | Jugoslavia                                                                | 4 – 4                                                                     | Galles                                                                    | Qual. Euro 1984                                                           | -                                                                         | 24’                                                                       |
| 30-3-1983                                                                 | Bucarest                                                                  | Romania                                                                   | 0 – 2                                                                     | Jugoslavia                                                                | Amichevole                                                                | -                                                                         |                                                                           |
| 23-4-1983                                                                 | Parigi                                                                    | Francia                                                                   | 4 – 0                                                                     | Jugoslavia                                                                | Amichevole                                                                | -                                                                         | 75’                                                                       |
| 1-6-1983                                                                  | Sarajevo                                                                  | Jugoslavia                                                                | 1 – 0                                                                     | Romania                                                                   | Amichevole                                                                | -                                                                         |                                                                           |
| 7-6-1983                                                                  | Lussemburgo                                                               | Jugoslavia                                                                | 2 – 4                                                                     | Germania Ovest                                                            | Amichevole                                                                | -                                                                         |                                                                           |
| 2-6-1984                                                                  | Oeiras                                                                    | Portogallo                                                                | 2 – 3                                                                     | Jugoslavia                                                                | Amichevole                                                                | -                                                                         | 46’                                                                       |
| 7-6-1984                                                                  | La Línea de la Concepción                                                 | Spagna                                                                    | 0 – 1                                                                     | Jugoslavia                                                                | Amichevole                                                                | -                                                                         |                                                                           |
| 13-6-1984                                                                 | Lens                                                                      | Belgio                                                                    | 2 – 0                                                                     | Jugoslavia                                                                | Euro 1984 - 1º turno                                                      | -                                                                         |                                                                           |
| 29-9-1984                                                                 | Belgrado                                                                  | Jugoslavia                                                                | 0 – 0                                                                     | Bulgaria                                                                  | Qual. Mondiali 1986                                                       | -                                                                         |                                                                           |
| 21-10-1984                                                                | Lipsia                                                                    | Germania Est                                                              | 2 – 3                                                                     | Jugoslavia                                                                | Qual. Mondiali 1986                                                       | -                                                                         |                                                                           |
| 20-1-1985                                                                 | Kochi                                                                     | Iran                                                                      | 1 – 3                                                                     | Jugoslavia                                                                | Amichevole                                                                | -                                                                         |                                                                           |
| 25-1-1985                                                                 | Kochi                                                                     | Unione Sovietica                                                          | 1 – 2                                                                     | Jugoslavia                                                                | Amichevole                                                                | 1                                                                         |                                                                           |
| 29-1-1985                                                                 | Kochi                                                                     | Cina                                                                      | 1 – 1                                                                     | Jugoslavia                                                                | Amichevole                                                                | -                                                                         |                                                                           |
| 1-2-1985                                                                  | Kochi                                                                     | Corea del Sud                                                             | 1 – 3                                                                     | Jugoslavia                                                                | Amichevole                                                                | -                                                                         |                                                                           |
| 4-2-1985                                                                  | Kochi                                                                     | Unione Sovietica                                                          | 2 – 1                                                                     | Jugoslavia                                                                | Amichevole                                                                | 1                                                                         |                                                                           |
| 27-3-1985                                                                 | Zenica                                                                    | Jugoslavia                                                                | 1 – 0                                                                     | Lussemburgo                                                               | Qual. Mondiali 1986                                                       | -                                                                         |                                                                           |
| 3-4-1985                                                                  | Sarajevo                                                                  | Jugoslavia                                                                | 0 – 0                                                                     | Francia                                                                   | Qual. Mondiali 1986                                                       | -                                                                         |                                                                           |
| 1-5-1985                                                                  | Lussemburgo                                                               | Lussemburgo                                                               | 0 – 1                                                                     | Jugoslavia                                                                | Qual. Mondiali 1986                                                       | -                                                                         |                                                                           |
| 1-6-1985                                                                  | Sofia                                                                     | Bulgaria                                                                  | 2 – 1                                                                     | Jugoslavia                                                                | Qual. Mondiali 1986                                                       | -                                                                         |                                                                           |
| 12-11-1986                                                                | Londra                                                                    | Inghilterra                                                               | 2 – 0                                                                     | Jugoslavia                                                                | Qual. Euro 1988                                                           | -                                                                         |                                                                           |
| 29-4-1987                                                                 | Belfast                                                                   | Irlanda del Nord                                                          | 1 – 2                                                                     | Jugoslavia                                                                | Qual. Euro 1988                                                           | -                                                                         | 38’                                                                       |
| 23-9-1987                                                                 | Pisa                                                                      | Italia                                                                    | 1 – 0                                                                     | Jugoslavia                                                                | Amichevole                                                                | -                                                                         |                                                                           |
| 14-10-1987                                                                | Sarajevo                                                                  | Jugoslavia                                                                | 3 – 0                                                                     | Irlanda del Nord                                                          | Qual. Euro 1988                                                           | 1                                                                         |                                                                           |
| 11-11-1987                                                                | Belgrado                                                                  | Jugoslavia                                                                | 1 – 4                                                                     | Inghilterra                                                               | Qual. Euro 1988                                                           | -                                                                         |                                                                           |
| 16-12-1987                                                                | Izmir                                                                     | Turchia                                                                   | 2 – 3                                                                     | Jugoslavia                                                                | Qual. Euro 1988                                                           | 1                                                                         |                                                                           |
| 23-3-1988                                                                 | Swansea                                                                   | Galles                                                                    | 1 – 2                                                                     | Jugoslavia                                                                | Amichevole                                                                | -                                                                         |                                                                           |
| 27-4-1988                                                                 | Dublino                                                                   | Irlanda                                                                   | 2 – 0                                                                     | Jugoslavia                                                                | Amichevole                                                                | -                                                                         |                                                                           |
| 27-4-1988                                                                 | Dublino                                                                   | Irlanda                                                                   | 2 – 0                                                                     | Jugoslavia                                                                | Amichevole                                                                | -                                                                         |                                                                           |
| 4-6-1988                                                                  | Brema                                                                     | Germania Ovest                                                            | 1 – 1                                                                     | Jugoslavia                                                                | Amichevole                                                                | -                                                                         |                                                                           |
| 24-8-1988                                                                 | Lucerna                                                                   | Svizzera                                                                  | 0 – 2                                                                     | Jugoslavia                                                                | Amichevole                                                                | -                                                                         |                                                                           |
| 14-9-1988                                                                 | Oviedo                                                                    | Spagna                                                                    | 1 – 2                                                                     | Jugoslavia                                                                | Amichevole                                                                | -                                                                         |                                                                           |
| 19-10-1988                                                                | Glasgow                                                                   | Scozia                                                                    | 1 – 1                                                                     | Jugoslavia                                                                | Qual. Mondiali 1990                                                       | -                                                                         |                                                                           |
| 19-11-1988                                                                | Belgrado                                                                  | Jugoslavia                                                                | 3 – 2                                                                     | Francia                                                                   | Qual. Mondiali 1990                                                       | -                                                                         |                                                                           |
| 11-12-1988                                                                | Belgrado                                                                  | Jugoslavia                                                                | 4 – 0                                                                     | Cipro                                                                     | Qual. Mondiali 1990                                                       | 1                                                                         |                                                                           |
| 5-4-1989                                                                  | Amarousio                                                                 | Grecia                                                                    | 1 – 4                                                                     | Jugoslavia                                                                | Amichevole                                                                | -                                                                         |                                                                           |
| 29-4-1989                                                                 | Parigi                                                                    | Francia                                                                   | 0 – 0                                                                     | Jugoslavia                                                                | Qual. Mondiali 1990                                                       | -                                                                         |                                                                           |
| 14-6-1989                                                                 | Oslo                                                                      | Norvegia                                                                  | 1 – 2                                                                     | Jugoslavia                                                                | Qual. Mondiali 1990                                                       | -                                                                         |                                                                           |
| 6-9-1989                                                                  | Belgrado                                                                  | Jugoslavia                                                                | 3 – 1                                                                     | Scozia                                                                    | Qual. Mondiali 1990                                                       | -                                                                         |                                                                           |
| 11-10-1989                                                                | Belgrado                                                                  | Jugoslavia                                                                | 1 – 0                                                                     | Norvegia                                                                  | Qual. Mondiali 1990                                                       | 1                                                                         |                                                                           |
| 14-11-1989                                                                | João Pessoa                                                               | Brasile                                                                   | 0 – 0                                                                     | Jugoslavia                                                                | Amichevole                                                                | -                                                                         | cap.                                                                      |
| 13-12-1989                                                                | Londra                                                                    | Inghilterra                                                               | 2 – 1                                                                     | Jugoslavia                                                                | Amichevole                                                                | -                                                                         |                                                                           |
| 28-3-1990                                                                 | Łódź                                                                      | Polonia                                                                   | 0 – 0                                                                     | Jugoslavia                                                                | Amichevole                                                                | -                                                                         |                                                                           |
| 26-5-1990                                                                 | Lubiana                                                                   | Jugoslavia                                                                | 0 – 1                                                                     | Spagna                                                                    | Amichevole                                                                | -                                                                         | 68’                                                                       |
| 3-6-1990                                                                  | Zagabria                                                                  | Jugoslavia                                                                | 0 – 2                                                                     | Paesi Bassi                                                               | Amichevole                                                                | -                                                                         |                                                                           |
| 11-6-1990                                                                 | Milano                                                                    | Germania Ovest                                                            | 4 – 1                                                                     | Jugoslavia                                                                | Mondiali 1990 - 1º turno                                                  | -                                                                         |                                                                           |
| 14-6-1990                                                                 | Bologna                                                                   | Colombia                                                                  | 0 – 1                                                                     | Jugoslavia                                                                | Mondiali 1990 - 1º turno                                                  | -                                                                         | 86’                                                                       |
| 19-6-1990                                                                 | Bologna                                                                   | Jugoslavia                                                                | 4 – 1                                                                     | Emirati Arabi Uniti                                                       | Mondiali 1990 - 1º turno                                                  | -                                                                         |                                                                           |
| 26-6-1990                                                                 | Verona                                                                    | Spagna                                                                    | 1 – 2 dts                                                                 | Jugoslavia                                                                | Mondiali 1990 - Ottavi di finale                                          | -                                                                         |                                                                           |
| 30-6-1990                                                                 | Firenze                                                                   | Argentina                                                                 | 0 – 0 dts (3 – 2 dtr)                                                     | Jugoslavia                                                                | Mondiali 1990 - Quarti di finale                                          | -                                                                         |                                                                           |
| 12-9-1990                                                                 | Belfast                                                                   | Irlanda del Nord                                                          | 0 – 2                                                                     | Jugoslavia                                                                | Qual. Euro 1992                                                           | -                                                                         | cap.                                                                      |
| 31-10-1990                                                                | Belgrado                                                                  | Jugoslavia                                                                | 4 – 1                                                                     | Austria                                                                   | Qual. Euro 1992                                                           | -                                                                         |                                                                           |
| 14-11-1990                                                                | Copenaghen                                                                | Danimarca                                                                 | 0 – 2                                                                     | Jugoslavia                                                                | Qual. Euro 1992                                                           | -                                                                         |                                                                           |
| 27-2-1991                                                                 | Smirne                                                                    | Turchia                                                                   | 1 – 1                                                                     | Jugoslavia                                                                | Amichevole                                                                | -                                                                         | cap.                                                                      |
| 27-3-1991                                                                 | Belgrado                                                                  | Jugoslavia                                                                | 4 – 1                                                                     | Irlanda del Nord                                                          | Qual. Euro 1992                                                           | -                                                                         | cap.                                                                      |
| 1-5-1991                                                                  | Belgrado                                                                  | Jugoslavia                                                                | 1 – 2                                                                     | Danimarca                                                                 | Qual. Euro 1992                                                           | -                                                                         | cap.                                                                      |
| 8-8-1991                                                                  | Aosta                                                                     | Cecoslovacchia                                                            | 0 – 0                                                                     | Jugoslavia                                                                | Amichevole                                                                | -                                                                         |                                                                           |
| 4-9-1991                                                                  | Solna                                                                     | Svezia                                                                    | 4 – 3                                                                     | Jugoslavia                                                                | Amichevole                                                                | -                                                                         | cap.                                                                      |
| 16-10-1991                                                                | Landskrona                                                                | Fær Øer                                                                   | 0 – 2                                                                     | Jugoslavia                                                                | Qual. Euro 1992                                                           | -                                                                         | cap.                                                                      |
| 13-11-1991                                                                | Vienna                                                                    | Austria                                                                   | 0 – 2                                                                     | Jugoslavia                                                                | Qual. Euro 1992                                                           | -                                                                         |                                                                           |
| 25-3-1992                                                                 | Amsterdam                                                                 | Paesi Bassi                                                               | 2 – 0                                                                     | Jugoslavia                                                                | Amichevole                                                                | -                                                                         |                                                                           |
| Totale                                                                    |                                                                           | Presenze                                                                  | 61                                                                        |                                                                           | Reti                                                                      | 6                                                                         |                                                                           |

### Nazionale
Statistiche aggiornate al 23 giugno 2023.
| Squadra              | Naz                             | da             | a                | Record | Record | Record | Record     | Record | Record | Record | Record |
| G                    | V                               | N              | P                | GF     | GS     | DR     | Vittorie % |        |        |        |        |
| -------------------- | ------------------------------- | -------------- | ---------------- | ------ | ------ | ------ | ---------- | ------ | ------ | ------ | ------ |
| Bosnia ed Erzegovina | Bosnia ed Erzegovina (bandiera) | 11 marzo 1999  | 9 ottobre 1999   | 7      | 2      | 2      | 3          | 9      | 9      | +0     | 28,57  |
| Montenegro           | Montenegro (bandiera)           | 25 luglio 2019 | 28 dicembre 2020 | 14     | 6      | 4      | 4          | 15     | 16     | −1     | 42,86  |
| Bosnia ed Erzegovina | Bosnia ed Erzegovina (bandiera) | 4 gennaio 2023 | 23 giugno 2023   | 4      | 1      | 0      | 3          | 3      | 7      | −4     | 25,00  |
| Totale               | Totale                          | Totale         | Totale           | 25     | 9      | 6      | 10         | 27     | 32     | −5     | 36,00  |

#### Nazionale bosniaca 1º mandato nel dettaglio
| 1999                                   | Bosnia ed Erzegovina                   | Qual. Euro 2000                        | Sub., 3º nel Gruppo 9, non qualificato | 6 | 2 | 1 | 3 | 33,33 | 9 | 9 | 0 |
| 1999                                   | Bosnia ed Erzegovina                   | Amichevoli                             |                                        | 1 | 0 | 1 | 0 | &0,00 | 0 | 0 | 0 |
| Totale Bosnia ed Erzegovina 1º mandato | Totale Bosnia ed Erzegovina 1º mandato | Totale Bosnia ed Erzegovina 1º mandato | Totale Bosnia ed Erzegovina 1º mandato | 7 | 2 | 2 | 3 | 28,57 | 9 | 9 | 0 |

#### Panchine da commissario tecnico della nazionale bosniaca
| Cronologia completa delle presenze e delle reti in nazionale ― Bosnia ed Erzegovina | Cronologia completa delle presenze e delle reti in nazionale ― Bosnia ed Erzegovina | Cronologia completa delle presenze e delle reti in nazionale ― Bosnia ed Erzegovina | Cronologia completa delle presenze e delle reti in nazionale ― Bosnia ed Erzegovina | Cronologia completa delle presenze e delle reti in nazionale ― Bosnia ed Erzegovina | Cronologia completa delle presenze e delle reti in nazionale ― Bosnia ed Erzegovina | Cronologia completa delle presenze e delle reti in nazionale ― Bosnia ed Erzegovina | Cronologia completa delle presenze e delle reti in nazionale ― Bosnia ed Erzegovina |
| Data                                                                                | Città                                                                               | In casa                                                                             | Risultato                                                                           | Ospiti                                                                              | Competizione                                                                        | Reti                                                                                | Note                                                                                |
| ----------------------------------------------------------------------------------- | ----------------------------------------------------------------------------------- | ----------------------------------------------------------------------------------- | ----------------------------------------------------------------------------------- | ----------------------------------------------------------------------------------- | ----------------------------------------------------------------------------------- | ----------------------------------------------------------------------------------- | ----------------------------------------------------------------------------------- |
| 5-6-1999                                                                            | Sarajevo                                                                            | Bosnia ed Erzegovina                                                                | 2 – 0                                                                               | Lituania                                                                            | Qual. Euro 2000                                                                     | Meho Kodro Elvir Bolić                                                              | Cap: M.Kodro                                                                        |
| 9-6-1999                                                                            | Toftir                                                                              | Fær Øer                                                                             | 2 – 2                                                                               | Bosnia ed Erzegovina                                                                | Qual. Euro 2000                                                                     | 2 Elvir Bolić                                                                       | Cap: E.Bolić                                                                        |
| 18-8-1999                                                                           | Vaduz                                                                               | Liechtenstein                                                                       | 0 – 0                                                                               | Bosnia ed Erzegovina                                                                | Amichevole                                                                          | -                                                                                   | Cap: M.Dedić                                                                        |
| 4-9-1999                                                                            | Sarajevo                                                                            | Bosnia ed Erzegovina                                                                | 1 – 2                                                                               | Scozia                                                                              | Qual. Euro 2000                                                                     | Elvir Bolić                                                                         | Cap: M.Konjić                                                                       |
| 8-9-1999                                                                            | Teplice                                                                             | Rep. Ceca                                                                           | 3 – 0                                                                               | Bosnia ed Erzegovina                                                                | Qual. Euro 2000                                                                     | -                                                                                   | Cap: M.Konjić                                                                       |
| 5-10-1999                                                                           | Glasgow                                                                             | Scozia                                                                              | 1 – 0                                                                               | Bosnia ed Erzegovina                                                                | Qual. Euro 2000                                                                     | -                                                                                   | Cap: E.Bolić                                                                        |
| 9-10-1999                                                                           | Tallinn                                                                             | Estonia                                                                             | 1 – 4                                                                               | Bosnia ed Erzegovina                                                                | Qual. Euro 2000                                                                     | 4 Elvir Baljić                                                                      | Cap: E.Bolić                                                                        |
| Totale                                                                              |                                                                                     | Presenze                                                                            | 7                                                                                   |                                                                                     | Reti                                                                                | 9                                                                                   |                                                                                     |

#### Nazionale montenegrina nel dettaglio
| 2019              | Montenegro        | Qual. Euro 2020               | Sub., 5º nel Gruppo A, non qualificato       | 4  | 0 | 1 | 3 | &0,00 | 0  | 12 | -12 |
| 2020              | Montenegro        | UEFA Nations League 2020-2021 | 1º nel Gruppo 1 - Lega C, promosso in Lega B | 6  | 4 | 1 | 1 | 66,67 | 10 | 2  | +8  |
| Dal 2019 al 2020  | Montenegro        | Amichevoli                    |                                              | 4  | 2 | 2 | 0 | 50,00 | 5  | 2  | +3  |
| Totale Montenegro | Totale Montenegro | Totale Montenegro             | Totale Montenegro                            | 14 | 6 | 4 | 4 | 42,86 | 15 | 16 | -1  |

#### Panchine da commissario tecnico della nazionale montenegrina
| Cronologia completa delle presenze e delle reti in nazionale ― Montenegro | Cronologia completa delle presenze e delle reti in nazionale ― Montenegro | Cronologia completa delle presenze e delle reti in nazionale ― Montenegro | Cronologia completa delle presenze e delle reti in nazionale ― Montenegro | Cronologia completa delle presenze e delle reti in nazionale ― Montenegro | Cronologia completa delle presenze e delle reti in nazionale ― Montenegro | Cronologia completa delle presenze e delle reti in nazionale ― Montenegro | Cronologia completa delle presenze e delle reti in nazionale ― Montenegro |
| Data                                                                      | Città                                                                     | In casa                                                                   | Risultato                                                                 | Ospiti                                                                    | Competizione                                                              | Reti                                                                      | Note                                                                      |
| ------------------------------------------------------------------------- | ------------------------------------------------------------------------- | ------------------------------------------------------------------------- | ------------------------------------------------------------------------- | ------------------------------------------------------------------------- | ------------------------------------------------------------------------- | ------------------------------------------------------------------------- | ------------------------------------------------------------------------- |
| 5-9-2019                                                                  | Podgorica                                                                 | Montenegro                                                                | 2 – 1                                                                     | Ungheria                                                                  | Amichevole                                                                | Nebojša Kosović Stefan Mugoša                                             | Cap: F.Bećiraj                                                            |
| 10-9-2019                                                                 | Podgorica                                                                 | Montenegro                                                                | 0 – 3                                                                     | Rep. Ceca                                                                 | Qual. Euro 2020                                                           | -                                                                         | Cap: N.Vukčević                                                           |
| 11-10-2019                                                                | Podgorica                                                                 | Montenegro                                                                | 0 – 0                                                                     | Bulgaria                                                                  | Qual. Euro 2020                                                           | -                                                                         | Cap: S.Savic                                                              |
| 14-10-2019                                                                | Pristina                                                                  | Kosovo                                                                    | 2 – 0                                                                     | Montenegro                                                                | Qual. Euro 2020                                                           | -                                                                         | Cap: N.Vukčević                                                           |
| 14-11-2019                                                                | Londra                                                                    | Inghilterra                                                               | 7 – 0                                                                     | Montenegro                                                                | Qual. Euro 2020                                                           | -                                                                         | Cap: F.Bećiraj                                                            |
| 19-11-2019                                                                | Podgorica                                                                 | Montenegro                                                                | 2 – 0                                                                     | Bielorussia                                                               | Amichevole                                                                | Stefan Mugoša Sead Hakšabanović                                           | Cap: N.Vukčević                                                           |
| 5-9-2020                                                                  | Nicosia                                                                   | Cipro                                                                     | 0 – 2                                                                     | Montenegro                                                                | UEFA Nations League 2020-2021 - Lega C                                    | 2 Stevan Jovetić                                                          | Cap: S.Savic                                                              |
| 8-9-2020                                                                  | Lussemburgo                                                               | Lussemburgo                                                               | 0 – 1                                                                     | Montenegro                                                                | UEFA Nations League 2020-2021 - Lega C                                    | Fatos Bećiraj (rig.)                                                      | Cap: S.Jovetić                                                            |
| 7-10-2020                                                                 | Podgorica                                                                 | Montenegro                                                                | 1 – 1                                                                     | Lettonia                                                                  | Amichevole                                                                | Igor Ivanović                                                             | Cap: D.Petković                                                           |
| 10-10-2020                                                                | Podgorica                                                                 | Montenegro                                                                | 2 – 0                                                                     | Azerbaigian                                                               | UEFA Nations League 2020-2021 - Lega C                                    | Stevan Jovetić Igor Ivanović                                              | Cap: S.Jovetić                                                            |
| 13-10-2020                                                                | Podgorica                                                                 | Montenegro                                                                | 1 – 2                                                                     | Lussemburgo                                                               | UEFA Nations League 2020-2021 - Lega C                                    | Igor Ivanović                                                             | Cap: S.Jovetić                                                            |
| 11-11-2020                                                                | Podgorica                                                                 | Montenegro                                                                | 0 – 0                                                                     | Kazakistan                                                                | Amichevole                                                                | -                                                                         | Cap: F.Bećiraj                                                            |
| 14-11-2020                                                                | Zaprešić                                                                  | Azerbaigian                                                               | 0 – 0                                                                     | Montenegro                                                                | UEFA Nations League 2020-2021 - Lega C                                    | -                                                                         | Cap: S.Jovetić                                                            |
| 17-11-2020                                                                | Podgorica                                                                 | Montenegro                                                                | 4 – 0                                                                     | Cipro                                                                     | UEFA Nations League 2020-2021 - Lega C                                    | Stevan Jovetić 2 Aleksandar Boljević Stefan Mugoša                        | Cap: S.Jovetić                                                            |
| Totale                                                                    |                                                                           | Presenze                                                                  | 14                                                                        |                                                                           | Reti                                                                      | 15                                                                        |                                                                           |

#### Nazionale bosniaca 2º mandato nel dettaglio
| 2023                                   | Bosnia ed Erzegovina                   | Qual. Euro 2024                        | Esonerato durante la fase              | 4 | 1 | 0 | 3 | 25,00 | 3 | 7 | -4 |
| Totale Bosnia ed Erzegovina 2º mandato | Totale Bosnia ed Erzegovina 2º mandato | Totale Bosnia ed Erzegovina 2º mandato | Totale Bosnia ed Erzegovina 2º mandato | 4 | 1 | 0 | 3 | 25,00 | 3 | 7 | -4 |

#### Panchine da commissario tecnico della nazionale bosniaca
| Cronologia completa delle presenze e delle reti in nazionale ― Bosnia ed Erzegovina | Cronologia completa delle presenze e delle reti in nazionale ― Bosnia ed Erzegovina | Cronologia completa delle presenze e delle reti in nazionale ― Bosnia ed Erzegovina | Cronologia completa delle presenze e delle reti in nazionale ― Bosnia ed Erzegovina | Cronologia completa delle presenze e delle reti in nazionale ― Bosnia ed Erzegovina | Cronologia completa delle presenze e delle reti in nazionale ― Bosnia ed Erzegovina | Cronologia completa delle presenze e delle reti in nazionale ― Bosnia ed Erzegovina | Cronologia completa delle presenze e delle reti in nazionale ― Bosnia ed Erzegovina |
| Data                                                                                | Città                                                                               | In casa                                                                             | Risultato                                                                           | Ospiti                                                                              | Competizione                                                                        | Reti                                                                                | Note                                                                                |
| ----------------------------------------------------------------------------------- | ----------------------------------------------------------------------------------- | ----------------------------------------------------------------------------------- | ----------------------------------------------------------------------------------- | ----------------------------------------------------------------------------------- | ----------------------------------------------------------------------------------- | ----------------------------------------------------------------------------------- | ----------------------------------------------------------------------------------- |
| 23-3-2023                                                                           | Zenica                                                                              | Bosnia ed Erzegovina                                                                | 3 – 0                                                                               | Islanda                                                                             | Qual. Euro 2024                                                                     | 2 Rade Krunić Amar Dedić                                                            | Cap: I.Šehić                                                                        |
| 26-3-2023                                                                           | Bratislava                                                                          | Slovenia                                                                            | 2 – 0                                                                               | Bosnia ed Erzegovina                                                                | Qual. Euro 2024                                                                     | -                                                                                   | Cap: I.Šehić                                                                        |
| 17-6-2023                                                                           | Lisbona                                                                             | Portogallo                                                                          | 3 – 0                                                                               | Bosnia ed Erzegovina                                                                | Qual. Euro 2024                                                                     | -                                                                                   | Cap: E.Džeko                                                                        |
| 20-6-2023                                                                           | Zenica                                                                              | Bosnia ed Erzegovina                                                                | 0 – 2                                                                               | Lussemburgo                                                                         | Qual. Euro 2024                                                                     | -                                                                                   | Cap: E.Džeko                                                                        |
| Totale                                                                              |                                                                                     | Presenze                                                                            | 4                                                                                   |                                                                                     | Reti                                                                                | 3                                                                                   |                                                                                     |

## Palmarès
- Campionato jugoslavo: 1

FK Sarajevo: 1984-1985
- Campionato francese di seconda divisione: 1

Sochaux: 1987-1988 (girone A)